# Préfecture de Racht
La préfecture de Racht est une préfecture de la province du Gilan en Iran, dont la capitale est Racht. 
La préfecture compte six villes, Rasht, Sangar, Khomam, Kuchesfahan, Lasht-e Nesha et Khoshk-e Bijar.